# Кузнецовський (Ішимбайський район)
Ромада́новка (рос. Кузнецовский, башк. Кузнецов) — хутір у складі Ішимбайського району Башкортостану, Росія. Входить до складу Верхоторської сільської ради.
Населення — 98 осіб (2010; 96 в 2002).
Національний склад:
- росіяни — 99%